# 米罗柳布·达米亚诺维奇
米罗柳布·达米亚诺维奇（羅馬化：Miroljub Damjanović，1950年11月25日—），塞尔维亚男子篮球运动员。他曾代表南斯拉夫国家队参加1972年夏季奥林匹克运动会篮球比赛，获得第五名。